# Jogos Paralímpicos de Verão de 1972

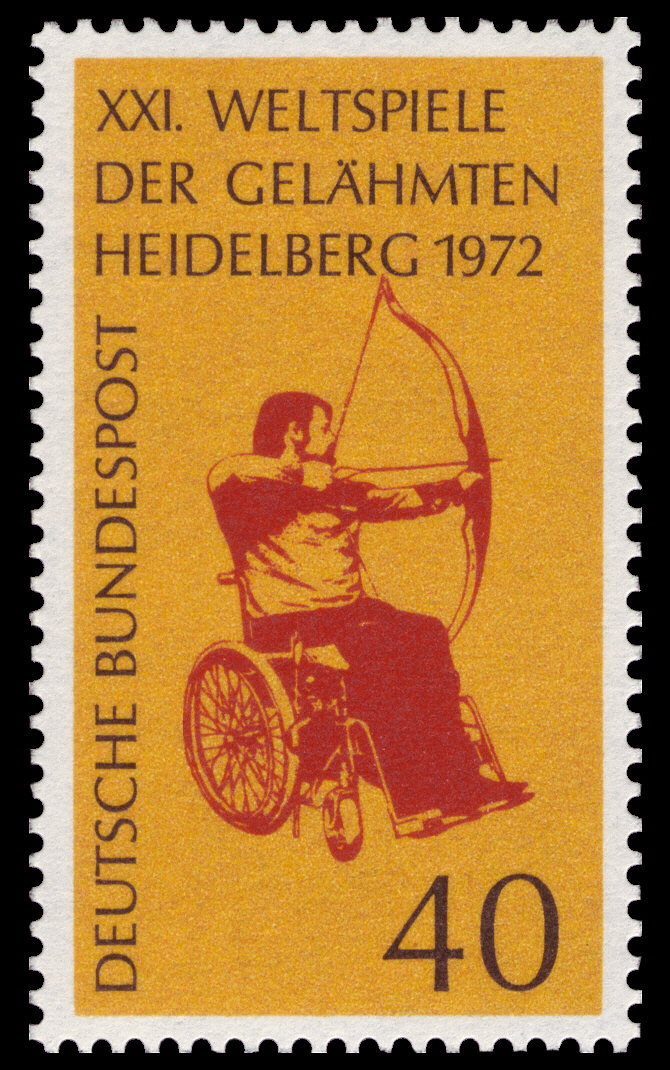
Selo comemorativo por ocasião dos Jogos Paralímpicos de Verão de 1972. Em alemão, lê-se "XXI Jogos Mundiais para Paralisados Heidelberg 1972 - Correio alemão".

Os Jogos Paralímpicos de Verão de 1972 foram a quarta edição dos Jogos Paralímpicos. Foram realizados em Heidelberg, então Alemanha Ocidental.

## Esportes
Como nos Jogos Paralímpicos anteriores, os Jogos de 1972 foram exclusivos para cadeirantes. Entretanto, eventos de demonstração foram realizados para atletas cegos.
- Atletismo
- Basquetebol em cadeira de rodas
- Esgrima em cadeira de rodas
- Goalball (esporte de demonstração)
- Levantamento de Peso
- Lawn bowls
- Natação
- Tênis de mesa
- Tiro com Arco
- Tiro com Dardo
- Sinuca

## Tabela de Medalhas
| Ordem | País            | Medalha de ouro | Medalha de prata | Medalha de bronze |    |
| ----- | --------------- | --------------- | ---------------- | ----------------- | -- |
| 1     | Alemanha        | 28              | 15               | 24                | 67 |
| 2     | Estados Unidos  | 17              | 27               | 30                | 74 |
| 3     | Reino Unido     | 16              | 15               | 21                | 52 |
| 4     | África do Sul   | 16              | 12               | 13                | 41 |
| 5     | Países Baixos   | 14              | 13               | 11                | 38 |
| 6     | Polónia         | 14              | 12               | 7                 | 33 |
| 7     | França          | 10              | 8                | 12                | 30 |
| 8     | Israel          | 9               | 10               | 9                 | 28 |
| 9     | Itália          | 8               | 4                | 5                 | 17 |
| 10    | Jamaica         | 8               | 3                | 4                 | 15 |
| 11    | Austrália       | 6               | 9                | 10                | 25 |
| 12    | Áustria         | 6               | 6                | 6                 | 18 |
| 13    | Canadá          | 5               | 6                | 8                 | 19 |
| 14    | Suécia          | 5               | 6                | 6                 | 17 |
| 15    | Japão           | 4               | 5                | 3                 | 12 |
| 16    | Coreia do Sul   | 4               | 2                | 1                 | 7  |
| 17    | Rodésia         | 3               | 4                | 5                 | 12 |
| 18    | Nova Zelândia   | 3               | 3                | 3                 | 9  |
| 19    | Suíça           | 3               | 2                | 4                 | 9  |
| 20    | Argentina       | 2               | 4                | 3                 | 9  |
| 21    | Irlanda         | 2               | 4                | 2                 | 8  |
| 22    | Noruega         | 1               | 5                | 5                 | 11 |
| 23    | Bélgica         | 1               | 1                | 2                 | 5  |
| 24    | Iugoslávia      | 1               | 1                | 2                 | 4  |
| 25    | Índia           | 1               | 0                | 0                 | 1  |
| 25    | Quênia          | 1               | 0                | 0                 | 1  |
| 27    | Espanha         | 0               | 4                | 0                 | 4  |
| 28    | Finlândia       | 0               | 2                | 2                 | 4  |
| 29    | Hong Kong       | 0               | 1                | 1                 | 2  |
| 30    | Hungria         | 0               | 0                | 1                 | 1  |
| 30    | Tchecoslováquia | 0               | 0                | 1                 | 1  |

## Delegações participantes
Quarenta e duas delegações participaram nos jogos de Heidelberg de 1972.
| - ARG Argentina - AUS Austrália - AUT Áustria - BAH Bahamas - BEL Bélgica - BRA Brasil - CAN Canadá - TCH Checoslováquia - DEN Dinamarca - EGY Egito - FIN Finlândia - FRA França - GBR Grã-Bretanha - HKG Hong Kong | - HUN Hungria - IND Índia - IRL Irlanda - ISR Israel - ITA Itália - JAM Jamaica - JPN Japão - KEN Quênia - MAS Malásia - MLT Malta - MEX México - NED Países Baixos - NZL Nova Zelândia - NOR Noruega | - PER Peru - POL Polônia - POR Portugal - RHO Rodésia - ROU Romênia - RSA África do Sul - KOR Coreia do Sul - ESP Espanha - SWE Suécia - SUI Suíça - UGA Uganda - USA Estados Unidos - FRG Alemanha Ocidental - YUG Iugoslávia |